# 小行星9917
小行星9917（9917 Keynes）是一颗围绕太阳公转的小行星。1979年6月26日，天文学家卡洛斯·托雷斯在Cerro El Roble发现了此天体。
这颗小行星的绝对星等为170.83551等。